# Història de la fotografia a Catalunya
La història de la fotografia a Catalunya va lligada a la història de la fotografia en majúscules, però des de la visió i arribada de nous instruments i tècniques a Catalunya i també Espanya. En aquest article estructurarem la cronologia històrica de la fotografia a Catalunya des dels orígens (el 1839) fins a l'actualitat. Per tant, no ens podem oblidar de les referències històriques que van lligades a la història de la fotografia fora de Catalunya, atès que va ser una invenció que es remunta al segle xviii.

## Naixement de la fotografia a Catalunya en elseglexix
El descobriment de la fotografia va despertar grans passions a favor, però també en contra. Tant en un cas com en l'altre, l'únic referent que es va utilitzar aleshores per poder comparar aquest invent revolucionari va ser el mirall, atès que abans del naixement de la fotografia era l'única manera de duplicar allò que era visible d'una forma precisa, clara i brillant, tal com posteriorment ho van fer els daguerreotips.

### Introducció de la fotografia a Catalunya
La invenció de Daguerre va tenir una repercussió mundial immediata. El manual on es descrivia el seu procés es va reeditar diverses vegades i traduir a uns quants idiomes. A Espanya el 1839, el mateix any de la presentació del daguerreotip, es van publicar tres traduccions del manual de Daguerre, dues edicions en llibres físics i nombrosos articles on es parlava de la nova invenció. Catalunya va seguir molt de prop aquesta nova invenció, el Diario de Barcelona va publicar el 26 de gener de 1839, la primera notícia sobre el descobriment de Daguerre.
Pere Felip Monlau, corresponsal de l'Acadèmia de Ciències i Arts de Barcelona a París, va tenir un paper molt important en la difusió i la introducció de la fotografia a Catalunya. El Diario de Barcelona va publicar un extracte de les Actes de l'Acadèmia de Ciències i Arts de Barcelona "El soci Monlau, parlant del daguerreotip, va fer una ressenya de les principals operacions que caldria executar per obtenir la impressió de la imatge d'un objecte de la cambra fosca. Va afegir que havia portat un daguerreotip en benefici de les ciències i arts (...) raó per la qual l'Acadèmia adquirís aquesta màquina". En aquesta assemblea es va decidir adquirir el material necessari per fer daguerreotips i el primer assaig fotogràfic.
Barcelona va ser la primera ciutat de Catalunya, d'Espanya i una de les primeres del món on es van fer els daguerreotips. El 10 de novembre de 1839, Ramon Albern va ser l'encarregat de fer la primera presa des d'un terrat situat a la plaça de la Constitució. Aquest esdeveniment va ser un acte públic i festiu, gens elitista. En la presa aconseguida per Ramon Albern, es veien els porxos de les cases d'en Xifré i l'edifici de la Llotja. Malauradament, d'aquesta imatge no se n'ha sabut res més. Hi ha molt poques referències icòniques que es conservin de la producció fotogràfica dels primers anys, entre les quals destaquen els gravats que van aparèixer reproduïts en la publicació de Pi i Maragall: España. Obra pintoresca. L'obra, recopila els indrets i monuments més emblemàtics de Catalunya, sobretot allò que fa referència al patrimoni historicoartístic. La imatge de la reproducció d'una obra d'art produïda per un altre mitjà artístic va ser l'inici d'una de les facetes més importants en la fotografia, la de reproduir obres d'art, atès el baix cost, rapidesa i fidelitat, va esdevenir al mitjà ideal per la transmissió del coneixement iconogràfic. A conseqüència d'això, es va generar una indústria especialitzada en aquesta temàtica.
Xavier Parcerisas va utilitzar els daguerreotips per realitzar la seva obra monumental Recuerdos y Bellezas de España. Aquestes primeres obres eren de caràcter romàntic, hi ha una clara intenció de preservar les imatges dels monuments historicoarquitectònics. El caràcter romàntic i pintoresc es va mantenir durant força temps en algunes publicacions fotogràfiques que es van fer a Catalunya, com l'Album Pintoresch de Catalunya. En aquestes publicacions es ressaltava la imatge del passat, es catalogava el patrimoni, recuperava la història i posava en relleu els símbols nacionalistes a través de monuments històrics.
Les obres d'enginyeria van tenir un paper molt important en la segona meitat del segle xix. Els ponts, vies fèrries, canals, construccions metàl·liques, etc; les noves tecnologies i màquines van fascinar a tota una sèrie de fotògrafs. J. Laurent i J. Martínez Sánchez, fotògrafs madrilenys, van publicar un àlbum titulat Obras Públicas de España: Vistas Fotográficas, on es fa patent el procés de modernització i entre d'altres, també inclou imatges de construccions catalanes.
La primera vista fotogràfica que es conserva feta a Catalunya és un daguerreotip anònim de 1848 que reprodueix les cases d'en Xifré, realitzat posteriorment que els gravats de Pi i Maragall. Franck (pseudònim de PierreFrançois de Villecholles) va fer una sèrie de fotografies a Barcelona i mostra una ciutat moderna, oberta i en expansió. Des de la dècada de 1860 hi va haver un seguit de fotògrafs d'altres ciutats espanyoles que van visitar i fotografiar Catalunya. Charles Clifford, que acompanyava a la reina Isabel II en els seus viatges, va publicar un interessant àlbum anomenat Recuerdos Fotográficos del viaje de SS.MM.AA a las Islas Baleares, Cataluña y Aragón, 1860. També, J. Laurent i Cia., van fer un treball molt extens sobre Catalunya. Entre els fotògrafs catalans, podem destacar Joan Martí, que entre 1860 i 1880 va realitzar les seves fotografies, on per exemple, podem destacar les de la revolució liberal portada a terme pel general Prim de 1868. A finals de segle xix, Antoni Esplugas i Pau Audouard, a través dels seus treballs conservats, van marcar el canvi de segle en el terreny de fotògrafs professionals.

### Els estudis comercials
Els escassos daguerreotips que s'han conservat no solen estar signats i els que ho estan, alguns portaven el nom d'un altre fotògraf per beneficiar-se de la fama i obtenir més clients. El concepte d'autoria no era important i és una de les raons per les quals gran part de les obres conservades son anònimes. L'estètica que van adoptar molts daguerreotipistes està relacionada, tant en l'execució com en la presentació, amb la dels miniaturistes. Igual que en la pintura, el daguerreotipistes necessitaven un temps d'exposició llarg (sobretot el començament), cosa que no els permetia improvisar, ser espontanis. És per això que les positures són bastant rígides, estàtiques, com passava en la pintura, en les miniatures. La presentació dels daguerreotips, havien d'estar protegits per la seva natura intrínseca, ja que s'oxidaven en contacte amb l'aire i tenien una superfície molt delicada. Aquests factors obligaven a emmarcar les obres.
A Catalunya, com a la resta de països, van fer el retrat "oficial" de la burgesia. En els retrats s'observa com tots tenien la mateix actitud davant el fotògraf: mirada fixa i directe davant la càmera, amb gran solemnitat.

### La democratització del retrat
El 1851, es va produir una important revolució en el món fotogràfic, el descobriment del col·lodió humit, que va unir en un sol procediment les dues característiques més imperants de les dues tècniques més utilitzades fins aleshores, el daguerreotip i el calotip. La nova tècnica emprava un negatiu de vidre que permetia obtenir una gran nitidesa i brillantor con en els daguerreotips i, d'altra banda, com la imatge era negativa, possibilitava la realització d'innombrables còpies, igual que en els calotips. La simbiosi d'aquests dos procediments en un de sol va fer que els fotògrafs adoptessin el nou procediment i desbanqués, en poc temps, els daguerreotips i calotips. El procés del col·lodió humit va reduir preus, tot i que els retrats, seguien sent cars a causa del format gran. A Barcelona, durant la dècada de 1850, els fotògrafs Moliné i Albareda, M. Napoleon o Franck van utilitzar aquest procés, per fer fotografies de gran format i retratar famílies més "notables" sense abandonar del tot, però, el procés del daguerreotip.
El 1854 el francès A.A.E. Disderi va patentar la targeta de visita, que va comportar una reducció dels preus, ja que amb aquest sistema es podien obtenir 12 retrats per 15 francs. Aquesta invenció va ser un factor decisiu en l'augment iconogràfic i en la democratització del retrat. El fet d'obtenir 12 fotografies en comptes d'una va permetre que hi hagués una gran circulació de fotografies en aquest format. Cap el 1860, la fotografia va esdevenir una indústria poderosa perquè va començar a fabricar àlbums en sèrie per poder agrupar les fotografies familiars que eren de lluny, amics, etc. Gràcies a la targeta de visita, la imatge privada va passar a ser pública i es van fer nombroses fotografies a personatges rellevants. A Catalunya es van fer publicacions de personatges famosos com la Galería de representantes de la Nación (1869), fer per Leopold Rovira, o El Consultor del Rey Alfonxo XII (1876) amb fotografies de varis fotògrafs. Les targetes de visita d'alguns personatges famosos es venien a milers i es podien adquirir en papereries, quioscos, etc.
Com que les targetes de visita eren econòmiques, la demanda d'imatges i el nombre d'estudis fotogràfics va créixer. Persones de diferents classes socials, es van interessar per la fotografia, tant per negoci, com per l'interès que va despertar en ells. Joan Rovira i Ruiz de Osuna, magistrat de l'Audiència de Barcelona, va comprar una càmera fotogràfica i va contractar el fotògraf D.Corbin; així, el 1863, va obrir un estudi amb el nom de Taller de Rovira y Durán. En aquest període, gairebé totes les imatges ja son signades i a més, incorporen en el dors descripcions dels premis i títols, per fer-se publicitat. Els estudis es van expandir per totes les ciutats i pobles de Catalunya. La demanda de fotografies va ser tan gran, que els petits estudis de caràcter artesanal van passar a ser grans i luxosos tallers de caràcter renaixentista, amb una gran quantitat de treballadors.
Gràcies a que ja es podien fer retrats en sèrie per les targetes de visites, 12 per sessió, es va poder trencar amb el convencionalismes i es va produir una major espontaneïtat fotogràficament en els retrats, tant per part del fotògraf com del model.

### La fotografia de l'invisible
Els retrats compleixen una funció molt clara, al començament de perpetuar i després, de representar. Paral·lelament a la representació del jo visible, hi ha una recerca del jo no visible, de l'ànima i de l'esperit. La fotografia va ser considerada el mitjà més objectiu i realista pel treball de molts científics. En disciplines com l'antropologia o identificació judicial va tenir un paper molt rellevant. Al començament de segle l'etnografia va començar a ser considerada com una ciència moderna, el antropòlegs van fer treballs de camp i van incorporar fotografies als seus estudis. Tomàs Carreras i Artau, va crear l'Arxiu d'Etnografia i Folklore de Catalunya el 1915, a la càtedra d'Ètica de la Universitat de Barcelona. És el primer arxiu d'aquestes característiques que es va establir a l'Estat espanyol i tenia com a bases la tradició folklòrica i l'etnografia moderna. Arrel d'aquest arxiu, es van fer treballs de camp per conèixer les ètnies i psicologia del poble català. El 1922, l'arxiu va publicar el Manual per a Recerques d'Etnografia de Catalunya, una de les primeres guies metodològiques per la investigació editades a Catalunya i Espanya, que es va completar amb fotografies de Tomàs Carreras i Artau i Josep Maria Batista i Roca.
Alphonse Bertillon, pare de la fotografia judicial, va crear un mètode antropomètric per la identificació del individus, que es va començar a utilitzar a partir del 1882 a la prefectura de París, i que el 1885 va ser introduït de manera oficial a les presons. El Govern Civil, a Barcelona, va crear el primer Gabinet Antropomètric i Fotogràfic amb fins identificatius el 1895 i posteriorment, igual que a París, el 1896 es va portar a les presons. A Catalunya, igual que molts altres països, s'utilitzà la fotografia com a mitjà identificatiu en els passis per a exposicions. Durant l'Exposició Universal de Barcelona de 1888, el fotògraf Rafael Arenas va fer fotografies dels carnets que servien per accedir al recinte. Aquest tipus de passis, van acabar derivant en l'actual document nacional d'identitat. Cap el 1894, també es va començar a fotografiar pacients psiquiàtrics de l'Hospital Psiquiàtric Benito Manni de Sant Boi, com a mètode identificatiu.
La fotografia va ser utilitzada com a eina de treball en altres branques de la ciència com la medicina. El doctor Joan Soler va ser un dels impulsors de la incorporació de la fotografia als hospitals. L'any 1895, el professor Wilhelm Konrad Röntgen va descobrir els raigs X i l'aplicació d'aquests a la fotografia, una tècnica revolucionària que ha permès grans avenços sobretot en el camp de la medicina. El doctor Cèsar Comas i Agustí Prió van crear, el 1898, un dels primers gabinets mèdics de röntgenologia (raigs X), que va gaudir d'un gran prestigi pels seus treballs radiològics. Més tard, el 1900 Comas i Prió, van fer una exposició amb les fotos que havien realitzat.
Un dels pioners de la fotografia astronòmica a Catalunya va ser Josep Comas i Solà, un prestigiós astrònom. Junt amb Andreu Giró i Paulí Cabanes, al 1851, va aconseguir un del primers daguerreotips astronòmics de l'Estat espanyol. La revista "La Fotografía Práctica"', va publicar una de les seves fotos de l'eclipsi total del 28 de maig de 1900 a Elx.

### La popularització de l'ús de la fotografia
Des dels orígens de la fotografia hi ha hagut la figura de l'aficionat. Tanmateix, deguda a la complexitat dels processos fotogràfics i el cost elevat dels materials, el fotògrafs amateurs van ser una minoria durant les primeres dècades d'aquest invent. Aquest fet va canviar el 1888, George Eastman, el fundador de l'imperi Kodak, va comercialitzar la primera càmera fotogràfica que havia dissenyat. Amb la creació de la Kodak número 1, va aconseguir la democratització de la fotografia. Era una càmera de format reduït, que no es carregava amb plaques sinó amb una pel·lícula que permetia fer cent exposicions. Quan la pel·lícula s'acabava, s'enviava la càmera sencera a la fàbrica, als Estats Units, i aquesta la retornava carregada i amb les fotografies revelades i positivades pel preu de 10 dólars. Tot aquest procediment, es va estendre ràpidament arreu del món. Un d'aquests rellevants amateurs de la fotografia va ser Antoni Amatller, que va documentar els seus viatges i a més, va practicar la fotografia en color des del començament del procediment d'autocrom del germans Lumière.
Un altre tendència entre els fotògrafs aficionats va ser el pictoralisme, el primer moviment artístic que es va donar en fotografia. Pere Casas Abarca va treballar en aquesta línia, tal com podem veure en la seva sèrie de fotografies que recull a Fotografías de Arte (1903).

## Fotografia catalana del 1900-1940
El segle XX inicia un període de maduresa per a la fotografia. Al canviar de segle, el període de les avantguardes marca l'evolució de la fotografia. El segle xix constitueix l'etapa de naixement i tempteig, en el qual s'expandeixen les aplicacions socials de la fotografia: el retrat, l'arquitectura, els viatges, la ciència, etc. D'una banda es consolida el corrent documental com a territori hegemònic de la pràctica de la fotografia i s'inaugura el debat sobre l'ús artístic d'aquesta pràctica, propiciat pel moviment pictorialista. Hi ha dos autors sobre els quals recau el paper de frontissa en el trànsit de la visió decimonònica a la moderna: Eugène Atget a Europa i Alfred Stieglitz als Estats Units. Tots dos es consideren "autors", ja que son fotògrafs amb un discurs conceptual i estètic amb un estil molt personal. En l'inici d'aquesta modernitat, Newhall defineix l'àmbit de la recerca de la fotografia, no només com a "art", sinó en la fotografia com a "mitjà". Entendre la fotografia com a mitjà, voldrà dir no limitar-se exclusivament a l'experiència estètica i conceptual, també voldrà dir considerar-la dins el procés comunicatiu. Així per avaluar l'obra d'un fotògraf, serà la contribució feta no només a la comprensió del món, sinó també a la comprensió del fet fotogràfic mateix. Així en aquesta època ens concentrarem en: una fotografia documental transcendent, el pictorialisme en el seu substrat estètic però també sociològic i la temptativa de construir l'avantguarda.

### Primeres dècades del segle XX
El segle comença el 1898 amb la fi del somni colonial. La pèrdua de Cuba, Puerto Rico i les Filipines sumeix a l'Estat en una crisi política, econòmica i espiritual sense precedents. Els espanyols han viscut l'experiència de la Restauració com un fracàs. Catalunya, més allunyada de les vel·leïtats de l'Imperi i amb anhels de reconstrucció, no viu el 98 com un trauma de la mateixa intensitat.
La petita indústria fotogràfica catalana exemplifica a escala reduïda tota aquesta situació. Tant les càmeres com les pel·lícules i els papers fotosensibles havien de ser importats d'altres països. L'any 1916, es va fundar a Barcelona les Manufacturas de Papeles Fotográficos S.A., absorbides el 1923 per l'Editorial Fotogràfica, precedent de la futura firma Negra i Tort que més tard es convertí en la Negra Industrial, que perviu en l'actualitat. La industrialització regida per un capitalisme gairebé sense cap control originava greus tensions socials i el moviment obrer es va organitzar sindicalment. El 1906, entra en escena el Noucentisme, que perseguia la perfecció formal i els valors intel·lectuals. Proposava un retorna a les pautes clàssiques i la recuperació d'una consciència mediterrània, en la qual Catalunya reconeixia les seves arrels.

### El pictorialisme i el substrat fotogràfic
El pictorialisme ha estat un moviment al qual sempre ha acompanyat la controvèrsia. Desenvolupat des de la fi del segle passat fins poc després de la Primera Guerra Mundial, la seva vigència es perllongà en alguns països per diverses circumstàncies. A Catalunya i a la resta de l'Estat, existirà fins ben entrats els anys cinquanta. El pictorialisme culminava la tradició, especialment de l'Anglaterra victoriana, d'una fotografia concebuda com un esforç de poetització de la realitat, en sintonia amb els corrents simbolistes i prerafaelites. George Eastman i la seva comercialització de la Kodak el 1888, va iniciar una massificació de la fotografia. Tot i al marge d'aquesta fotografia banal, habitualment de consum familiar, el pictorialistes centraven la seva repulsa en la fredor i despersonalització de la fotografia aplicada o científica, per exemple, el moviment analític instaurat per E.J. Marey al 1878, ampliat amb la cronofotografia. La repulsa també s'estenia al perfeccionisme tècnic i l'artificiositat de temàtiques que imperaven dogmàticament en els cercles fotogràfics organitzats. De sobte, els membres més innovadors del moviment, propugnaven la secessió perquè consideraven la fotografia com a mitjà d'expressió artística.
La forma d'humanitzar la creació fotogràfica vindria donada per un enriquiment dels factors tècnics: perseguint solucions distants de l'estètica convencional de la fotografia d'àlbum familiar i intensificant el goig de la intervenció manual en el procés tècnic, com si el retorn a usos artesanals minimitzés justament el pes de la tècnica i personalitzés més intensament el resultat. En aquesta finalitat contribuïren alguns avenços tècnics o descobriments. Alguns fotògrafs, renunciaren a la nitidesa excessiva de la lent òptica i produirien el "flous" o desenfocaments deliberats. Altres utilitzarien suports fotosensibles de superfície rugosa o texturitzada. Però l'aportació tècnica més característica dels pictorialistes foren els procediments pigmentaris o "impressions nobles".
Els procediments pigmentaris incloïen processos com les gomes bicromatades, els carbons, els fressons, els bromolis, els transports, etc., amb les seves múltiples combinacions i variants. Tots tenien en comú la substitució de la imatge feta a base de sals de plata ennegrides per l'acció de la llum, per una altra imatge a base de tinta o de pigment, substitució que presentava moltes similituds amb sistemes com l'estampació i arts gràfiques. Així aquesta fotografia pictorialista aportava nous recursos expressius en les textures i contrast, en el color de la imatge i la qualitat del suport. La goma bicromatada, procés al qual els pictorialistes catalans prestaren poca atenció, menys l'introductor a Catalunya, Agustí Pisaca i el Miquel Renom, permeté en canvi, obres mestres a figures com Robert Demachy, Constant Puyo, Heinrich Kühn o Edward Steichen. El bromoli, tècnica en què destacaren l'anglès Alexander Keighley i el belga Léonard Missone, fou conreat a Catalunya per Joaquim Pla Janini, Claudi Carbonell o Antoni Campañà. En la tècnica dels transports excel·liren l'esmentat Pla Janini i Josep Maria Casals Ariet.
Entre els artistes que permeten parlar de lligams entre Modernisme i Pictorialisme tenim Pere Casas Abarca, que va ser pintor, escultor i fotògraf, influït pel Simbolisme i Prerrafaelisme; i Joan Vilatobà i Fígols, que també va entrar en la pintura simbolista. Un altre important retratista fou Rafael Areñas Tona, continuador de la tasca del seu pare i ostentava els títols de Fotògraf de Ses Majestats el Reis d'Espanya i Portugal i Cavaller de la Reial Ordre d'Isabel la Catòlica.
Joaquim Pla Janini, podria articular tota la història de al fotografia catalana al segle xx. Durant els anys vint va tenir una presència molt activa en exposicions i al final del decenni començà a utilitzar el bromoli transportat. El 1931 es va jubilar prematurament i es va consagrar la seva obra fotogràfica. Ell renunciava a la ciutat i s'aferrava a la visió idíl·lica de la natura, que caracteritza tot el pictorialisme de l'època. Claudi Carbonell Flo i Casals Ariet compartien el gust pel paisatge i escenes costumistes. Casals, es manifestà com a gran virtuós en el procediment de l'oli transportat i en els tiratges per tricromia. Joan Porqueras i Antoni Campañà representaren dos figures singulars del pictorialisme català perquè s'apartaren de les temàtiques més ortodoxes (composicions simbòliques i natura sublimada).
Entre aquesta fornada de pictorialistes, bona part eren amateurs militants, que procedien de famílies benestants i consideraven la fotografia com una activitat massa noble per embrutir-la comerciant-hi. Però aquesta actitud elitista només s'ha la podien permetre els que tenien les necessitats econòmiques cobertes.
El marc social queda incomplet si no s'esmenta els importants focus d'activació fotogràfica que foren els fotoclubs o societats fotogràfiques. Originàriament van ser creades per impulsar el desenvolupament científic i artístic de la fotografia i reuniren tan aficionats com a professionals. El moviment va assolir estabilitat amb l'Agrupació Fotogràfica de Catalunya, a Barcelona el 1923 fundada per Claudi Carbonell, Josep Demestres, Salvador Lluch i Joaquim Pla Janini. A Igualada el 1930 també es va fundar una altra agrupació.
Art de la Llum, subtitulada significativament "Revista Fotogràfica de Catalunya", va ser la revista més ambiciosa de l'època. Redactada en català, fou fundada i dirigida pel fotògraf i crític Andreu Mir Escudé. En el primer número (juny de 1933), la línia editorial quedava ben palesa: contribuir a la restauració de la personalitat nacional catalana des de la perspectiva de la fotografia com a realitat cultural i patrimoni artístic.

### Estètica documental i fotoperiodisme
A comarques gironines, es va realitzar una tasca documental paisatgística, arquitectònica i folklorística feta per Valentí Fragnoli i Janetta; i també, sobresurten una sèrie de retratistes de tipus i costums populars com: Joan Pereferrer, que va testimoniar gràficament la gent i ambients rurals en el primer decenni del segle. Josep Esquirol i Josep Pons van fer retrats mariners i de la gent de la costa més elaborats i dramatitzats.
L'any 1915 es va crear l'Arxiu d'Etnografia i Folklore de Catalunya fundat per Tomàs Carreras i Artau i Josep Maria Batista i Roca. Aquests dos antropòlegs dirigiren la seva tasca fotogràfica en una diversitat d'àmbits com tradicions, plàstica popular, oficis, pesca, religió, transport, etc, procurant revelar els diferents aspectes de la "cultura catalana".
En general tota la fotografia documental dels anys vint i trenta, rep la rehabilitació artística de la Nova Objectivitat, concepció formulada per oposició a un Expressionisme que havia esgotat la seva via i es considerava aburgesat. El llibre Die Welt is Schön d'Albert Renger-Patzscht de 1928, va ser aclamat per aquest moviment. Es propugnava aleshores una fotografia com a document emfatitzador dels detalls de les coses, indagador de la seva estructura i revelador de la seva morfologia. Tot havia de ser catalogat amb la precisió mecànica de la càmera i la càmera havia de limitar-se a transcriure el món literalment. A Catalunya, diversos autors van mantenir postulats semblants, la fotografia no era practicada com exercici plàstic o indagació personal, sinó com un servei a la ciència, indústria o projectes editorials. No calia el maquillatge pictorialista sinó el potencial únic que posava al servei del fotògraf la tècnica. Podem destacar les panoràmiques de Barcelona preses per Adolf Zerkowitz. Més tard, aquest senyor, va crear una empresa d'edició de postals, que no només estaven destinades al mercat turístic sinó que representaven una de les modalitats incipients per difondre el reportatge fotogràfic.
En el terreny de la fotografia industrial i de la documentació tècnica sobresurt l'enginyer Esteve Terradas. Ell, utilitzava la fotografia com un carnet de croquis dels assumptes que l'interessaven: ponts, construccions, fragments arquitectònics,etc. La fascinació per la tecnologia es manifestava en la sobrietat de composicions regides per les línies geomètriques. El principal representant català de la Nova Objectivitat fou Emili Godes, fotògraf polifacètic. Godes, va tenir passió per la macrofotografia i va realitzar una exhaustiva sèrie de primers plans de temes botànics i zoològics.
Un altre sector que va viure canvis va ser la documentació d'actualitat i el fotoperiodisme. Les vetustes i voluminoses càmeres de plaques donaven pas a càmeres de dimensions més reduïdes i lleugeres, de les quals la llegendària Leica, llançada el mercat el 1925, en seria el prototipus. Els objectius guanyaven qualitat òptica i lluminosistat; els obturadors mecànics permetien velocitats cada vegada més ràpides; les pel·lícules augmentaven la seva sensibilitat i l'esclat de magnesi era substituït pel primer flaix de làmpada. El reporter s'alliberava del trípode i així podia actuar en qualsevol situació. El vell reportatge estàtic es veia superat per una nova fotografia que s'havia convertit en una extensió de l'ull. Es podia congelar el moviment o copsar les expressions fugisseres: neix la instantània i el mite del fotògraf invisible, capaç de passar desapercebut. D'altra banda les condicions tècniques i conceptuals de la premsa gràfica evolucionen en consonància. La fotomecànica estava en condicions de facilitar una reproducció cada cop més fidel de les fotografies: La Vanguardia començava les seves pàgines de gravat al buit el 1910. Els editors es van adonar del potencial informatiu de les imatges fotogràfiques i van començar a ser utilitzades.
Els fundadors del fotoperiodisme català van ser Amadeu Mauri i Adolf Mas. Mas, va idear el primer arxiu fotogràfic a Catalunya, "Ampliacions i Reproduccion Mas" el 1900. Entre els representants de la generació pre-Leica en el fotoperiodisme, també podem destacar: Alejandro Merletti, Josep Brangulí, Carlos Pérez de Rozas, Lluís Torrents i d'altres. Tots ells van escriure la crònica gràfica de la societat catalana del primer terç de segle, intentant posar imatges a les notícies. Més endavant, va sorgir el fotoperiodisme esportiu i en van destacar: Josep Maria Co de Triola, Ramon Claret i Joan Bert. Aquesta modalitat informativa neix al mateix temps que l'esport es popularitza i començà a arrossegar masses. El 1906 va sorgir la primera publicació dedicada exclusivament el món de l'esport, El Mundo Deportivo.
Els anys vint van estar dominats per Josep Maria de Sagarra i Plana i Carlos Pérez de Rozas. El segon, va ser designat l'any 1920 fotògraf oficial de l'Exposició Internacional del 29 i testimonià el seguit de transformacions urbanístiques de la muntanya de Montjuïc. Després estigué treballant a Barcelona pel Museu d'Història, Las Noticias i més tard va publicà els seus reportatges El Diario Gráfico i La Noche. Durant la guerra ho va fer a La Vanguardia.
L'anomenat "fotoperiodisme modern" comença a Catalunya amb Agustí Centelles i Ossó. Nascut a Alemanya, el nou concepte fotoperiodistic donava resposta a les exigències d'una nova premsa il·lustrada destinada a públics majoritaris. Neix en aquests moments el veritable reportatge fotogràfic, que explica una seqüència d'imatges i diàleg retòric. Els nous reporters ara cerquen la notícia i la sintetitzen en una sèrie d'instantànies d'impacte, que estructuren narrativament. Doncs així, la imatge provoca emocions en el públic més intenses que el text i llavors, s'utilitzà com una arma propagandística.

### Intent de construir l'avantguarda[21]
L'avantguarda, és a dir, el conjunt de tendències que aplega el Futurisme, el Dadà, el Surrealisme, el Constructivisme, la Nova Objectivitat, etc., es caracteritza per al recerca de noves experiències estètiques. La nova fotografia hauria de funcionar com un instrument intensificador de la mirada i d'aquesta manera apropar-se el món lliure de prejudicis i apreciar-lo en la seva extraordinària riquesa de manifestacions. L'esperit dialèctic inherent a la mateixa idea d'avantguarda preveia el rebuig de les rutines i la recerca de l'originalitat. En altres paraules: ruptura amb el passat, subversió de lo establert i rebuig dels convencionalismes. Mitjançant la introducció de recursos tecnicocreatius com el fotomuntatge, permetia accedir a un univers oníric o esquadrar la noció tradicional d'espai i de perspectiva. El fotograma i la radiografia qüestionaven el realisme fotogràfic i ens confrontaven amb l'essència de la llum. Diverses tècniques de laboratori com la solarització, els contratips i l'alteració del contrast, les negativitzacions, etc., eren considerades possibilitats d'enriquir el repertori gràfic del llenguatge. Les instantànies enregistraven "l'inconcient òptic" preconitzat per Walter Benjamin. Exagerats picats i contrapicats convertien les escenes més banals en pura abstracció i les composicions, deliberadament desequilibrades, abusaven de les diagonals i assolien un alt grau de tensió i dinamisme. Els enquadraments retallaven els camps visuals tradicionals i violents jocs de llums i ombres accentuaven la potència del grafisme. Per primer cop podem dir que la fotografia, s'allibera de la cultura visual del positivisme i es troba en condicions de descobrir el seu veritable vocabulari.
Parlar d'avantguarda en la fotografia catalana suposa un apriorisme que caldria demostrar: el fet que efectivament va existir una avantguarda en el sentit històric del terme. El cas de Josep Masana, Antoni Arissa i Josep Maria Lladó van il·lustrar aquesta situació: van reeixir a incorporar trets característics de tendències heterogènies i mostrar una evolució cap a la modernitat. Van barrejar elements antagònics, uns propis del pictorialisme i altres de la fotografia experimental. A més, l'activitat publicitària esdevindrà un camp per manifestar les inquietuds de molts fotògrafs.
Alguns pintors o artistes van realitzar incursions tímides en el camp de la fotografia, com per exemple, Salvador Dalí. Dalí no només va realitzar collages fotogràfics o va pintar sobre fragments de fotografies, va contribuir al debat surrealista sobre la fotografia amb la publicació de diferents textos, com: Fotografia, pura creació de l'esperit, que veié la llum a la revista L'Amic de les Arts de Sitges el 1927.
Cal considerar la revista D'Ací i d'Allà, el principal ambaixador de la modernitat fotogràfica, tant per l'atenció de dedicava a la nova creació i per les col·laboracions literàries. Les planes de la revista s'engalanaren amb obres dels esmentats Sala, Llovet i Frisco, Areñas Zerkowitz, Campañà i també, Ramon Batlles (magnífic retratista i fotògraf de modes) i Gabriel Casas (reportatges esportius i fotomuntatges constructivistes).
Pel que fa posar noms propis als conreadors d'una nova visió fotogràfica a Catalunya, entre els autors dedicats a una recerca de tipus més personal, cal assenyalar a Antoni Arissa i Josep Maria Lladó, mentre que en l'escena de la fotografia aplicada (publicitat i cartellisme) estaria dominada per Josep Masana, Josep Sala i Pere Català Pic.

### La represa
La guerra de 1936-39, va posar fi a l'impuls florent de l'art i les humanitats. Alguns instigadors culturals hi perdien la vida, altres hagueren de partir a l'exili, i la majoria es trobà en una situació que a penes permetia la seva activitat creativa i professional: el país havia quedat moralment i econòmicament destrossat. El règim totalitari imposat per Franco suposaria una experiència traumàtica i mancarien les llibertats, hi hauria repressió ideològica i censura.
En aquest panorama resulta meritòria l'aportació d'autors, que malgrat les dificultats, mantindrien viva la flama de l'avantguarda. Francesc Català Roca, fill de Català i Pic, va fa de pont entre dos èpoques, la seva obra concilià les tendències experimentals de l'avantguarda històrica amb el documentalisme social que brotaria a la postguerra. Otto St.Clair Lloyd, un londinenc que va viure a Barcelona, va tenir una visió fotogràfica que anticipà el realisme poètic que s'imposaria a França. Un tercer conductor de la transició, Joaquim Gomis, en podem dir que la seva fotografia defugia de l'artifici i ostentava la simplicitat de mers esbossos visuals. El 1940, Gomis, començà la sèrie de fotoscops (examinar per mitjà de la llum), procediment que es basa en l'aproximació gradual a un tema, articulant una seqüència d'imatges en una estructura narrativa.

## Fotografia catalana dels anys 50 i 60
A principis dels anys cinquanta, el panorama social a Espanya és encara força desolador. El món de la cultura sobreviu salvant els esculls que li posa un règim polític que, conseqüent amb la seva ideologia, desenvolupa una actitud malaltissa de recel desmesurat i repressió fulminant envers tot allò que pot semblar "nou" i per tant, és susceptible de ser "subversiu". En el cas de Catalunya i pel que fa a la llengua, les repercussions d'aquesta política són encara més sagnants. Els amants de la cultura a Espanya i Catalunya, van haver d'aprendre a llegir entre línies, és podria dir en un to irònic, que l'art que més es va desenvolupar va ser el d'esquivar la censura.

### La fotografia, de la desfeta a l'immobilisme
Pel que fa a la fotografia, la realitat és bastant més trista i decebedora. Els autors que en els anys immediatament anteriors a la Guerra Civil havien protagonitzat els moviments més avançats de la història de la fotografia del nostre país en àmbits de publicitat, cartellisme, fotoreportatge o fotografia d'autor, havien desaparegut de l'esfera pública. Alguns s'havien hagut d'exiliar, altres havien mort i la majoria havien abandonat la seva feina anterior, de grat o per força.
Un cas força paradigmàtic és el d'Agustí Centelles, el que havia estat probablement el millor fotògraf català de la Guerra Civil espanyola. Com tants d'altres, cometé l'error d'estar en el bàndol dels perdedors d'aquella guerra i es va exiliar, enduent-se amb ell tots els negatius que va considerar que podrien ser comprometedors per a terceres persones i podrien ser represaliades pel franquisme. El 1944 va tornar i va deixar els seus negatius en mans d'uns amics francesos. Va ser jutjat, deixat en llibertat i inhabilitat per exercir el fotoperiodisme i no li quedà altre remei que obrir un estudi de fotografia industrial i publicitat que li permeté sobreviure fins a la seva mort. El 1977, va ser rehabilitat pel Govern espanyol que li va tornar el carnet de periodista.
Pau Barceló, va ser depurat pel franquisme i li van prohibir signar les seves obres. Va ser fotògraf d'espectacles i teatres. A part, Antoni Campañà es dedicà al reportatge i abandonà la seva recerca fotogràfica personal d'investigació sobre procediments pigmentaris i impressions nobles, que l'havia fet brillar abans de la guerra. Evidentment, hi van haver molts més casos.
En el terreny del retrat i la fotografia aplicada, sobreviuen els estudis amb llarga trajectòria com els dels germans Napoleon, el de Boada o el de Duart. Més nous i potser amb més fama, serien els de Josep Ollé, Ramón Batlles i Josep Compte, que fotografiaren tota la nova burgesia barcelonina. En el retrat, també cal citar a Carles Roca i Antoni Palau; el terreny del reportatge, Francesc de Paula Puntí i Ramón Dimas i en el món de la fotografia publicitària Manuel Sendra.
Potser el fet més característic d'aquestes primeries dels anys cinquanta és l'agrupacionisme. La fotografia d'autor havia tornat a ser reclosa en el cenacles inoperants i endogàmics de les agrupacions fotogràfiques, que s'estenien arreu del país com cercles oberts només a la cultura del lleure i de la fotografia recreativa. Allí era on hi havien el fotògrafs "artistes", perquè els altres, els que practicaven la fotografia aplicada, no ho podien ser. Se'ls negava aquesta possibilitat en consideració al seu professionalisme que a judici d'aquests nous "artistes de diumenge", comportava la nul·la possibilitat d'entrar en el "trànsit creatiu" que requereix tota obra d'art. Es recuperava el sentit mític de l'artista, allunyat del món real. Només cal apuntar, que a Espanya considerava oficialment grans artistes fotogràfics, els pictorialistes tocatardans com Ortiz Echagüe, Pla Janini o José Tinoco, autors que havien sigut considerats "clàssics", a mitjans dels trenta.
Situat el marge de totes les situacions descrites, hem de destacar la figura de Francesc Català Roca. La seva obra se'ns apareix com la més gran i conseqüent de l'època de totes les que es produïren en els anys posteriors a la guerra i fins ben entrats els anys setanta. El carrer va ser el seu estudi, ja que en aquells anys era un escenari on es representava el drama del país. La seva càmera captà imatges de l'espectacle humà de la seva ciutat i de tot Espanya. Ell, fou el màxim representant d'un estil documental entroncat amb el neorealisme entre els anys cinquanta i setanta.

### Una nova generació
L'any 1952, el fotògraf francès Henri Cartier-Bresson publicava el seu llibre Images à la sauvette. Les imatges que el componien estaven seguint la teoria del autor segons la qual, cada moment, cada esdeveniment, té un instant decisiu que el resum i l'explica. Així, si el fotògraf és capaç de captar "l'instant decisiu" haurà aconseguit condensar tota una història en una sola imatge. Aquesta actitud, la seguirien molts fotògrafs documentalistes de l'època, començant pel ja mencionat, Francesc Català i Roca, que adoptà una postura molt semblant. Davant la imatge "decisiva" que proposa Cartier-Breson, des d'Alemanya (a causa de la 2a Guerra Mundial), el professor Otto Steinert reivindica l'individualitat de l'autor i el seu compromís amb la realitat.
El 1955 el MOMA de Nova York, organitzà la històrica exposició The Family of Man, que va reunir 503 fotografies de caràcter documental realitzades per 273 fotògrafs provinents de 68 països diferents del món; aquesta exposició va marcar un punt d'inflexió en la fotografia contemporània.
El panorama fotogràfic mundial no discuteix massa sobre l'ús documental que cal fer de la fotografia, però sí el projecte personal que cada autor ha d'assumir a l'hora d'interpretar la realitat que l'envolta. És a dir, la subjectivitat de la manera de veure ja es considera un privilegi i gairebé una obligació inherent a la capacitat creativa del fotògraf, enfront de l'antiga i falsa concepció de la imatge fotogràfica com a document objectiu, realitzat per una màquina.
Tots aquests canvis, no passen desapercebuts a una nova generació de fotògrafs que, provinents de les agrupacions fotogràfiques, comencen a estar farts de les maneres de fer i que intueixen que ja no estan en sintonia amb els nous temps que corren. El mes de gener de 1957, en el número 61 de la revista Arte Fotográfico, apareix un article titulat "Salonismo", que signa Oriol Maspons, un jove fotògraf de l'Agrupació Fotogràfica de Catalunya. Aquest article és una crítica corrosiva contra la fotografia tradicional i una defensa d'una nova manera de comprendre i encarar-se amb el fet fotogràfic. Ell es va convertir en el portaveu de la teoria de la nova generació de fotògrafs catalans. Com a autor, posà en pràctica les teories apreses i elaborà una obra directa, poètica i carregada de sentit de l'humor, en el que reflectí tots els extrems d'un país que oferia imatges tan apassionants com contradictòries, des del drama de la immigració a la gran ciutat, fins a la melodramàtica disbauxa turística de la Costa Brava, del paisatge humà de Las Hurdes als contrastos de l'Eivissa acabada de posar de moda, etc. Maspons és el "voyeur" distant d'un espectacle sensacional que amb certa frivolitat, se li escapa de les mans. El 1958, Maspons va ser expulsat de l'Agrupació Fotogràfica de Catalunya, però de qualsevol manera, el seu article havia estat una mena de detonant perquè joves fotògrafs com ell es plantegessin definitivament la seva postura com a autors.
El 1957, Ramon Masats, Xavier Miserachs i Ricard Terré, exposaren unes obres que cridaren l'atenció per la seva frescor i els seus aires de renovació. Aquests tres autors, influenciats tant per les teories bressionianes i el portaveu a Catalunya, Oriol Maspons, van ser autors molt destacats d'aquesta nova generació.
Josep Maria Casademont fou un personatge clau en la revifalla de la fotografia catalana de la postguerra. Com a editor de llibres i director de la revista Imagen y Sonido, més tard Eikonos, s'esforçà de valent per impulsar aquesta nova fotografia i col·laborà molt activament en el món editorial i les galeries més obertes per tal d'aconseguir una major difusió en els autors que ell creia.
Per la seva banda, el lleidatà Ton Sirera, també compaginà fotografia amb cinema i s'eregí possiblement el fotògraf mes avantguardista de la seva època. Allunyat dels postulats documentals dels seus coetanis, elaborà una obra visual molt complexa. En macrofotografia, els elements vegetals i les seves fotografies aèries de les terres de Lleida, suposen una aproximació fotogràfica a l'abstracció pictòrica emergent en aquells anys. Tot això, el va convertir en una mena de precursor de moltes iniciatives que es produirien molts anys més tard.

### Imatges per ser impreses
La mateixa actitud dels fotògrafs catalans dels anys cinquanta i seixanta davant la fotografia i els seus plantejaments apriorístics de la funció de la seva feina, condicionaren els seu concepte d'exhibició de les seves obres. No es pot dir que es neguessin a exposar les seves imatges penjades a les parets de les galeries i la Sala Aixelà, en fou una mostra. El plantejament d'aquests autors era el de fer arribar el seu treball al màxim de gent possible. Despullar-lo de qualsevol aparença elitista i convertir-lo en una eina útil i socialitzada al màxim. En realitat, però, haurien de passar encara quinze anys més perquè una nova generació de fotògrafs, la dels anys setanta i vuitanta, reivindiqués novament les parets de les sales d'exhibició per exposar-hi les seves obres.
La nova via oberta per l'estil documental modern, exigia noves formes d'exhibició del treball personal. La més massiva i la més socialitzadora, era la de la imatge impresa, la del llibre il·lustrat. D'altra banda, una certa bonança econòmica permetia a algunes cases editores el plantejament, en positiu, de afegir una bona quantitat de fotografies a la seva producció editorial. Fou així com apareixien una gran quantitat de projectes que incorporaven, per primer cop després de la guerra, una part notable de il·lustracions fotogràfiques. Eren llibres gairebé de luxe, destinats generalment al regal, que la propaganda de l'època definia com a "profusamente ilustrados". Concretament a Catalunya, on ja es concentrava la major part de producció editorial espanyola, es produïren alguns dels millors llibres il·lustrats amb fotografia.
Francesc Català i Roca fou un dels primers a obrir el camí, i l'any 1954 publicava a l'editorial Barna, el llibre Barcelona. Com ho havia estat en el terreny de la producció fotogràfica, Català i Roca fou una mena de precursor de la difusió de l'obra mitjançant l'impremta. Molts altres seguiren els seus passos i també es van apuntar en la difusió editorial de la seva obra. En podem destacar: Leopold Pomés, Ton Sirera, Raimon Camprubí, Eugeni Forcano i Xavier Miserachs.
L'any 1964, Miserachs, va fer un llibre titulat Barcelona blanc i negre', que segurament sigui el millor llibre d'artista fotogràfic de l'època. Aquest llibre trencava tots els motlles de la producció editorial del moment, perquè retratava com ningú ho havia fet mai, la ciutat comtal. Ell ens va lliurar l'autèntica imatge quotidiana de Barcelona que era molt potent, perquè era molt real i autèntica.
Menció apart, la col·lecció Palabra e Imagen que va produir l'editorial Lumen durant els anys seixanta, que va dedicar-se a il·lustrar llibres d'autors de renom. Es tractava de posar en conjunt el valor de la literatura amb el de la imatge sense donar preferència ni a una disciplina ni a l'altra.

## Fotografia catalana del 1970-1999
En el tombant canvi de segle, s'imposa una reflexió que situa els esdeveniments que ajudaran a les noves generacions a concretar la forma de veure el nou mil·lenni. Ens trobem en la frontera d'una nova tradició, allunyada dels valors clàssics de la fotografia i intuïm que la imatge pertanyerà a la màquina i que el futur, podrà fonamentar-se en imatges de realitats inexistents, això que anomenem un món "virtual". Si en el primer tram de la història els fotògrafs pretenien que la fotografia els servís d'expressió, en aquests moments els artistes l'adopten exactament pel contrari: per la seva particular indiferència davant el món. La variada producció de la fotografia d'aquests anys es podrà definir com plural i contradictòria.

### Viure per la fotografia
Durant la història de la fotografia a Espanya, ha viscut en el limitat espai que li havien assignat les institucions i ha quedat reduïda a l'interès i al gust del públic aficionat. Sempre havia tingut un sostre que l'havia privat de créixer com activitat plenament autònoma. Sembla obligat començar dient que la fotografia dels setanta era en els recintes de les agrupacions fotogràfiques. La nova generació de fotògrafs obté la preparació teòrica a la universitat i el model de fotografia de concurs havia adoptat les fórmules de fotografia documental. Malauradament, a les agrupacions s'havia perdut el rastre de la generació passada i la seva lluita antisalonista havia estat en va. Prova d'això és que la fotografia viva que aquells havien defensat era imitada sense honestedat per guanyar concursos. Fora de les agrupacions, aquest esperit de la "fotografia de veritat" s'havia difuminat en la mediocritat de la premsa i l'edició de l'Espanya dels primers anys de la dècada dels setanta.
S'havia produït una ruptura generacional. Els joves fotògrafs veien la finalitat de la seva fotografia a la galeria, i ells mateixos es van anomenar Cinquena Generació. Durant els setanta, els fotògrafs de la generació sortint tenien posada la il·lusió en guanyar-se la vida amb la fotografia i la seva presència social es va difuminar en treballs d'escàs interès estètic, tot i això, la responsabilitat va ser més per la demanda i al gust dels seus editors. En canvi, la generació entrant tenia posada la il·lusió al treball d'autor pròpiament dit, una fotografia no es podia conformar amb una manera de viure, sinó que aspirava a la transcendència, a la categoria d'artista mitjançant la promoció en el mercat de l'art. Els fotògrafs dels setanta doncs, es van separar per formar dos grups ben diferenciats: els professionals dedicats a la moda, publicitat i premsa; i els autors fine art. Entre aquests darrers, n'hi ha que també feien feina d'encàrrec, feina que pocs consideraven com a "obra d'autor".
Oriol Maspons i Julio Ubiña, amb el seu estudi fotogràfic, van intentar d'introduir a Catalunya la figura del fotògraf amb estil, una modalitat que no va arrelar fins ben entrat els vuitanta, a causa de l'intrusisme del client en les seves funcions. Leopold Pomés va ser l'únic que aconsegueix la independència i crea un agència de publicitat pròpia per no estar sotmès a la pressió.
A la fi dels setanta, els fotògrafs professionals de nova generació mantenen una existència discreta en els límits de la seva feina d'encàrrec i poques vegades assoleixen un reconeixement cultural més ampli ens exposicions o publicacions alienes als mitjans de premsa. El carrer és el que uneix aquests fotògrafs en els anys de transició, i ells són conscients de guardar la història en els seus arxius. Un munt de fotògrafs, van aprofitar com a taules de salvació les primeres publicacions il·lustrades, algunes sorgides abans de la mort del dictador: Destino, Tele-Exprés, Cuadernos para el diálogo, Mundo Diario, Triunfo, La Calle, Primera Plana, etc.
Entre tots ells, hi ha una dona que podem destacar, la Colita que ens demostra la premissa de que la fotografia és una manera de viure. Tot i que rebutja l'ostentació del títol d'artista, en els seus treballs ha volgut mantenir una voluntat estètica que en la seva manera d'entendre la foto, va cenyida al tractament escènic del tema i els personatges retratats. El seu arxiu conserva una valuosa galeria de retrats, del privat al públic, filtrats a través del seu esguard rialler. Més enllà de l'any 75, no va voler ser relacionada amb l'Espanya negra de la dictadura i va lluitar per crear al voltant seu una imatge de llibertat, desimboltura i independència. Els millors treballs editats de Colita, són aquells en què confessa les seves passions i pot demostrar el seu sentit del humor: el món del flamenc i la vida quotidiana.
La situació de la fotografia professional canvia radicalment entrats els anys 80. La fotografia és converteix en una professió de moda gràcies el boom de la publicitat i el disseny. L'any 1983, el Ministeri de Cultura concedeix per primera vegada el Premi Nacional d'Arts Plàstiques a un fotògraf: Francesc Català Roca, el professional per antonomàsia, que havia servit de model als fotògrafs que van començar la carrera en la dècada dels seixanta. L'any següent el destinatari del premi és un altre fotògraf català, Agustí Centelles i així es confirma una voluntat de reconèixer el valor artístic i cultural de la fotografia.
Els fotògrafs novells dels anys vuitanta que consolidaran la carrera en els noranta, aporten una tècnica més depurada i una major adaptació a les dificultats que presenten els nous projectes publicitaris molt influïts pel vídeo, mitjà que en pocs anys ha conquerit totalment el món de la publicitat. Fan servir càmeres de gran format i s'endinsen sense problemes en les noves tecnologies. Els seus treballs publicitaris tenen qualitat i estil, i aconsegueixen traspassar la frontera i publicar a les revistes més prestigioses de moda. En podem destacar el treball d'Antoni Bernat, Maria Espais, José Manuel Ferreter i Toni Riera. Al costat d'aquests nous fotògrafs de publicitat i moda, sorgeixen els directors d'art de les agències i, també, les associacions per a la defensa dels drets de propietat intel·lectual de la imatge.
Per destacar els esforços creatius dels fotògrafs, s'estableix una competència externa al client: els premis Lux, fundats el 1993 per l'Associació de Fotògrafs Professionals de Catalunya que, a manera d'Òscars de la fotografia comercial, pretenen donar un relleu de qualitat al treball professional tornant a enaltir, la figura del fotògraf que afegeix al seu currículum els premis obtinguts.
La fotografia de premsa acaba vivint un estil que el podríem anomenar postfranquista, d'aquells primers anys de liberalització de la premsa gràfica, en què la fotografia en blanc i negre, amb tractaments de fotomuntatge i distorsió del gra i contrast, s'utilitza per oferir una imatge més expressiva de la realitat. Aquestes imatges en lit estilitzen i dramatitzen alhora. Algunes fotos de premsa d'aquest estil clarament cartellista i alliçonador passaran a la història no tant pel contingut informatiu com per la voluntat de dictar el percepte de la ideologia, per exemple la fotografia de Jordi Socías Per l'Estatut. A la fi dels setanta una millora en la premsa diària permet incloure més imatges. La fotografia amplia els formats i forma part dels continguts informatius, en una evolució semblant a la de la televisió. La fotografia implica opinió, raó per la quals els fotògrafs lluiten per afegir els seu nom al peu de foto. La imatge ja no pertany únicament a l'agència, sinó que té autor directe. La fundació del grup editorial Zeta a Espanya introdueix al començament dels vuitanta un nou concepte, amb El Periódico de Barcelona, a l'estil de la premsa sensacionalista alemanya, que basa la informació en grans titulars acompanyats d'una imatge de clara interpretació.
A la fi dels vuitanta molts fotògrafs free-lance es van associar per fundar agències d'imatge, a l'estil de les estrangeres. Una d'elles va ser Cover, fundada a Madrid el 1979 per Quim Llenas i Jordi Socías. També podem destacar en aquest període a Paco Elvira que forma part de les millors agències d'imatge i en va fundar algunes, i publicà les fotos a les revistes gràfiques més importants del país. En la mateixa línia, a més podem parlar de Josep Gol, Anna Tubau i Kim Manresa. Finalment, els directors gràfics dels diaris, deixen actuar els fotògrafs amb més llibertat, i en podem destacar a Joan Tomàs Corominas en el que trobem trets genuïns en les imatges publicades en setmanaris estatals.
A Catalunya destaquen aquests premis de fotoperiodisme: el premi Godó i els premis FotoPress. A la primera edició de FotoPress destaca el treball de Marta Povo sobre els balnearis de Catalunya. El 1993, Consuelo Bautista, una reportera del diari El País, presentà un reportatge dels skin heads en blanc i negre. El 1994 destaca el treball de Tino Soriano sobre l'hospital barceloní de la Vall d'Hebron i Jordi Bernadó amb fotografies d'espais urbans i buits. El 1995, Xavier Ribas presenta una col·lecció titulada Diumenges, que retrata l'assossegada felicitat dels diumenges populars. Sandra Balsells reuneix imatges molt significatives de la Sèrbia de la postguerra. Txema Salvans ens fa descobrir els petits detalls que finalment seran els més reveladors, com els primers plans del reportatge Història d'en Joan Durban, presentat el 1997. Les últimes edicions d'aquells anys de FotoPress revelen un estat de salut excel·lent de la fotografia catalana.

### La fotografia entre els pintors
L'art contemporani va adoptar la fotografia com un dels seus mitjans d'expressió més significatius. D'aquesta manera, trobem un camí que parteix dels processos artístics de les avantguardes i arriba a al fotografia i un altre, que parteix de la fotografia amb la intenció d'acostar-se a les arts plàstiques: pintors que van fer servir la fotografia per completar les seves creacions i fotògrafs que no se sentien satisfets amb l'aparença mecànica de les seves produccions i completaven les fotos amb pintura.
En les arts plàstiques la fotografia va començar a tenir un protagonisme a partir dels anys seixanta en entrar en crisi amb l'informalisme abstracte. La fotografia és inclosa com a procediment en les grans teles emulsionades dels hiperrealistes i és inclosa directament com a objecte en els collages dels abstractes tardans hereus de Tàpies i Clavé. En altres casos, és la imatge la qual entra a formar part de la intenció de l'obra, en el vessant més descriptiu, com en els quadres dels artistes del pop art. Finalment, la progressiva introducció de les noves tendències internacionals del happening, la performance i la instal·lació fan un ús de la fotografia com a mitjà de conservació o fins i tot de presentació.
En els primers anys de la dècada dels setanta, la pintura de cavallet formava la rereguarda del panorama artístic i les tendències més avançades s'endinsaven en l'art conceptual. La pintura realista no té sentit després de la invenció de la fotografia. Al nostre país, la pintura reivindicativa es fonamentava en al fotografia. Els artistes prescindeixen de les imatges estilitzades del dibuix clàssic i recullen imatges intranscendents que porten tota la càrrega de defectes de la instantània fotogràfica, com per exemple els quadres que pinta Rafael Canogar. Busquen un "canvi de marc", és a dir, fugen de la sala d'exposicions i conquereixen el carrer en llocs on la llei els permet, per decorar mitgeres o parets de l'extraradi. Els quadres d'artistes espanyols del moment, fonamentalment el corrent valencià (Equip Crònica, Equip Realitat), tenen origen en l'art protesta, hereu dels cartells de Renau.
La fotografia entra en aquests mons adaptant-se als plantejaments estètics més variats i és el mateix artista el que hi recorre responent a una necessitat expressiva. Així, per exemple, Carles Pazos porta a terme una performance fotogràfica transvestint-se amb gran sentit de l'humor a la sèrie Voy a hacer de mí una estrella (1975). Antonio Gálvez un pintor resident a París, introdueix retalls d'imatges en els quadres per completar el dibuix, per tant la fotografia és una prolongació del dibuix.
Però la veritable revolució la protagonitzen aquells que substitueixen directament els procediments pictòrics per la química de les sals de plata. Alguns dels artistes que estan emprant la fotografia en les seves creacions son: Antoni Muntadas, Susana Solano, Perejaume, Carlos Pazos, etc.

### Difusió, crítica i ensenyament de la fotografia
La classificació fotogràfica a la fi dels vuitanta i començaments dels noranta, va ser una gran preocupació dels crítics i els historiadors de la fotografia i també, dels autors que buscaven un lloc en el panorama artístic del país.
Cuatro Direcciones va situar la producció dels fotògrafs espanyols del període setanta/noranta a fi d'establir connexions amb el passat i obrir portes a la investigació futura. També, es va comprometre a fer una crítica a la fotografia. El text de Miles Barth per a Cuatro Direcciones assenyala un grup de fotògrafs catalans com a pioners, brillants i agressius, de la promoció artística de la fotografia a Espanya. Aquest grup, liderat per Joan Fontcuberta, s'havia originat a la revista Nueva Lente, però s'havia anat separant de la forma d'actuació dels madrilenys i havia adoptat un estil més pragmàtic en la difusió de les seves fotografies apostant per una promoció a l'estranger. Pel que fa a l'activitat fotogràfica catalana, va canviar fortament des que aquest grup de fotògrafs va decidir portar a terme projectes per a la promoció de la seva fotografia. Hi destaca la gestió de galeries de fotografia dependents d'institucions bancàries, com la sala Arcs de la Caixa de Barcelona i, potseriorment, la Sala Catalunya de la Caixa de Pensions. La fusió de les dues entitats va motivar la creació d'un departament fotogràfic. En aquestes exposicions i gràcies el departament fotogràfic, el públic català va poder contemplar de prop els autors i tendències més importants de la història de la fotografia, així com el treball dels joves creadors contemporanis. Abans que les institucions s'acostessin a la fotografia, la iniciativa privada havia intentat crear un mercat de la fotografia d'autor.
El Centro Internacional de Fotografía neix amb una tendència marcada: la fotografia és entesa com un mitjà de comunicació, i la investigació fotogràfica, tant estètica com històrica, vol abocar-se vers un compromís social. D'aquesta forma, els cursos que s'hi imparteixen s'entenen més com a formació d'una base social adreçada a joves i nens.
Moltes altres galeries es van fer un nom i van contribuir a la difusió, crítica i ensenyament, respectivament. Spectrum, que agrupa joves fotògrafs catalans que iniciaven la carrera com artistes fine art i on es van poder veure obres de Richard Avedon i Aaron Siskind. La galeria Fotomania oberta el 1975, que va donar suport al treball de molts fotògrafs que hi van fer la seva primera exposició i van crear tendència com: Jordi Guillumet, Mariano Zuzunaga, Manuel Laguillo, Ferran Freixa, Manuel Úbeda i Pere Formiguera, entre d'altres. El 1982 va obrir la galeria Primer Plano que va recollir el testimoni d'Spectrum que va tancar el 1983 i tenia el suport de l'obra més personal dels fotògrafs de premsa, entre els quals destaquem: Pepe Encinas, Faustí Llucià, Lluís Salom, Carlos Bosch, Juan Guerrero i Luis Brito, director de la galeria. El 1981 va obrir Forvm que se centra en la fotografia d'autor i fa un intercanvi amb marxants estrangers gràcies al qual s'hi poden veure fotògrafs internacionals més de moda en aquells moments.
Pel que fa a les revistes especialitzades, el 1974 surt al carrer la revista Flash-Foto, dirigida per Antoni Reig Malla, que es distingeix pel gran format i qualitat dels portfolios de treballs presentats, dedicats a la fotografia aplicada: reportatge, publicitat i moda. Un dels símptomes del creixent interès de la societat espanyola per la fotografia és l'aparició simultània d'anuaris al començament dels setanta. Everfoto és l'anuari que aposta per la jove fotografia de creació i la fotografia catalana hi queda representada pels fotògrafs més interessants del moment, tant els creatius: Toni Catany, Enric de Santos, Joan Fontcuberta, Antonio Gálvez, Pere Formiguera, Manel Esclusa, etc., com els reporters: Paco Elvira, Oriol Maspons, Colita, Xavier Miserachs, Jordi Socías, etc.
Un dels projectes més interessants és Porta d'Aigua,en el qual van participar deu autors escollits premeditadament entre els quals oferien un estil més definit entre els fotògrafs fine art: Manuel Serra, Manuel Laguillo, Ferran Freixa, Joan Fontcuberta, Humberto Rivas, Pere Formiguera, Toni Cumella, Martí Llorens, Manel Esclusa i Jordi Guillumet. Més endavant, per part d'editorials com la del projecte mencionat, es van seguir editant llibres amb diferents temàtiques fotogràfiques.
Durant aquest període es va produir més crítica fotogràfica que en cap altre moment de la història. Trobem tres tipus de crítics: els que provenen del camp de les arts plàstiques i literatura com Daniel Giralt Miracle, Francesc Miralles, Pilar Parcerisas o Vicenç Altaió; els que s'ocupen de la crítica esporàdicament com a complement de la seva activitat docent a la universitat com Antonio Aguilera, Francisco Caja o Joan Costa; i un nombrós grup de fotògrafs que fan una valoració de la producció dels seus companys, ja siguin contemporanis o no: Joan Fontcuberta, Pere Formiguera, Manuel Laguillo, Antonio Molinero, Eduard Olivella, Jorge Ribalta i Josep Rigol, entre d'altres. Molts fotògrafs també, van treballar en l'ensenyament de la fotografia a escoles privades.
La iniciativa més important en el camp universitari la va prendre el 1994, la Universitat Politècnica de Catalunya amb la fundació d'una Escola Universitària de Fotografia.

### Fotografia d'autor
Els joves fotògrafs fine art es reuneixen el voltant d'una publicació que configura la nova trajectòria de la fotografia artística: Nueva Lente. Els joves fotògrafs catalans reben amb entusiasme la revista i es sumen de seguida al projecte. Així s'estableix una consciència de grup fonamentada en l'amistat i reforçada per la contracultura i la filosofia hippy, ecos del 68 que arribaven a Espanya amb un cert retard. El punt de reunió per als catalans és la galeria Spectrum, on Albert Guspi s'encarrega de mostrar-los els seus contactes estrangers i comencen a viatjar i aprofitar els viatges per promocionar la fotografia pròpia i la del seus col·legues. Després es creen petits grups de fotògrafs que tenen com a finalitat fer conèixer l'obra del seus components, com el grup Albern, el grup Tres Peus de Banyoles i el grup Thau. La proximitat d'Arles, ciutat en què des de 1970 se celebren trobades fotogràfiques, va ajudar els joves fotògrafs catalans obrir-se als corrents estrangers i fer conèixer les seves imatges.
La revista Photovision, dirigida per Ignacio González, és l'encarregada, en part, de fracturar el discurs modern dels setanta i de Nueva Lente, per transmetre un estat de coses diferent del que se sentia i es veia a Espanya, un discurs postmodern ben inserit en les tendències dels vuitanta. Per il·lustrar les possibilitats expressives del fotomuntatge, Photovision reuneix un portfolio d'autors espanyols entre els quals destaquen els treballs d'Esteve Palmada i América Sánchez.
Els joves fotògrafs catalans aborden els problemes referents a la seva feina amb seriositat i mètode. Amb aquesta finalitat es van organitzar l'any 1979, les Jornades Catalanes de Fotografia, la creació de les quals va sorgir a partir de la consciència del pobre valor cultural que es donava a la fotografia a Catalunya. Les Jornades van tenir un caràcter molt reivindicatiu i la lluita es dirigeix a aconseguir que la fotografia entri al despatx i vagi ocupant llocs en l'administració de la cultura. Finalment, es va aconseguir una normalització de la fotografia, es van crear departaments de fotografia i l'establiment de certàmens periòdics exclusius per a la fotografia i els seus autors. La institucionalització de la fotografia va possibilitar que la fotografia de creació assolís la consagració al museu.
Anys més tard, a la Primavera Fotogràfica de 1996, surt a la llum el Llibre blanc del patrimoni fotogràfic a Catalunya, com a resum d'una investigació en els arxius i col·leccions fotogràfiques catalanes feta per Cristina Zelich. Així doncs, la Primavera Fotogràfica va néixer com a fruit de la plataforma de les Jornades Catalanes de Fotografia i materialitzava la proposta d'un esdeveniment fotogràfic a gran escala. La primera Primavera va servir per unir els socis de l'Associació de Fotògrafs Professionals de Premsa i Mitjans de Comunicació de Catalunya en un projecte en comú: la revista Copyright. Aquesta revista va ser un manifest que denunciava la situació penosa de la fotografia professional a Espanya. El segon número, editat l'any 1984, denuncia la manca de respecte als drets d'autor en les imatges publicades, que sofreixen talls i enquadraments a caprici de la compaginació; Copyright proclama que la fotografia de premsa també es de creació.
A la Primavera Fotogràfica del 84, es va portar a terme el primer projecte configurador d'una fotografia catalana en una exposició que va tenir com a comissaris Joan Fontcuberta i Cristina Zelich que pretenien donar cos a una tendència fotogràfica circumscrita als països mediterranis. Alguns representants de la fotografia mediterrània a Catalunya que van escollir van ser Ferran Freixa, Jordi Esteva, Jordi Guillumet, Toni Catany, Jordi Cerdà, Carles Fargas, Pere Formiguera, América Sánchez, Josep Agut, Esteve Palmada i Albert Gonzalo. D'aquests temps podem destacar la fotografia mediterrània de Toni Catany.
Dins o fora de la Primavera, el fotògrafs fine art catalans van consolidant el seu currículum mitjançant exposicions col·lectives que van marcant la diferència amb altres fotògrafs de tradició més documental. Un punt d'inflexió per a la diferenciació entre els artistes fotògrafs dels fotògrafs simplement, va ser la mostra Deixeu el balcó obert, de la qual va ser comissari Trudy Wilner Stack, el setembre del 1992 a la Sala Catalunya de la Funació "La Caixa". Alguns del autors que es van poder veure a la mostra van ser Jordi Guillumet, les seves gomes bicromatades del qual recullen collages de fotografies i Manel Esclusa, que podríem dir, que la seva obra seria impensable sense la manipulació de la càmera. El treball de Mariano Zuzunaga té un origen fotogràfic, però abdica del mitjà quan li convé per retallar, enganxar, combinar, ja sigui mitjançant els mètodes tradicionals o les noves tecnologies.
Joan Fontcuberta és el principal representant d'una fotografia en què el fotògraf dirigeix l'acció i genera la imatge. Tanmateix, en qualsevol de les seves obres serà impossible separar l'experiència directa de la realitat que ens ofereix la fotografia i la tensió estètica introduïda per l'autor en la seva intervenció creadora, en la mesura que és generadora de noves formes, modeladora. Tracta de trobar la veritat en les seves imatges. Ell no es conforma amb el món tal com se li presenta i en cada proposta està disposat a canviar-ho inventant-ne una nova noció.
Pere Formiguera és un autor que evolucionà des d'un plantejament expressiu i plasticista a un altre de més objectiu i documental. Les imatges de Formiguera s'alliberen sobtadament de la correcció pictòrica imposada per l'autor i conquereixen el llenguatge fotogràfic més pur i més fred, són retrats en el temps.
A mitjans dels anys 70 a Europa i als Estats Units, s'origina un moviment que despulla la imatge de pretensions expressives. Es tracta del new topographics, un retorn al realisme fred i tecnicista, que a Catalunya arrela amb força i obre una altra possibilitat de ser a la fotografia fine art. La presència humil d'Humberto Rivas a Barcelona, va animar els joves fotògrafs a despullar la seva obra del fals artifici de la intervenció plàstica. Manuel Laguillo, també il·lustra de forma fidel l'estètica dels new topographics i es manté tenaç i constant en un interès purament documental. D'altres fotògrafs a tenir en compte que seguien la línia de Rivas d'aquesta època, que alguns ja hem anomenat, son per exemple: Toni Cumella, Ferran Freixa, Manuel Úbeda, Àfrica Guzmán, Martí Llorens, etc.
Els crítics i teòrics de la fotografia dels últims anys han basat la seva argumentació a compartimentar la producció fotogràfica per justificar la creació de col·leccions i fonamentar una teoria moderna de la fotografia, allunyada de vells pressuposts documentalistes. La presència de l'autor mitjançant l'acció sobre la imatge havia estat una clau determinant de l'originalitat de les obres. Quan el corrent que tornava a prendre la imatge pura des de nous enfocaments teòrics, també va tenir un suport per part dels confrontadors d'autoria. El compromís dels fotògrafs va sotmetre's a les exigències del mercat de la fotografia fine art, començant per l'ús de materials inalterables i fins i tot la correcta pràctica fotogràfica, incloent la limitació de les còpies en sèries numerades. La tècnica es va imposar en molts casos per damunt de la idea. Els rigors del sistema de zones en el tractament dels negatius, la cura de la còpia, l'ús de càmeres de gran format, etc., van fer que la fotografia d'autor se separés de la fotografia de l'aficionat.
En la dècada dels vuitanta alguns autors prescindeixen de la nitidesa i perfecció dels resultats de la càmera de gran format i presenten fotografies obtingudes per processos simples de la fotografia. Les càmeres pobres, les instantànies obtingudes amb caixes fosques estenopeiques, sense objectiu i d'única exposició, obren un nou corrent per al col·leccionisme, a l'estil dels apunts intimistes en els llibres d'artista.
En els últims temps, la televisió, els nous mitjans de comunicació i la sofisticació a què s'ha arribat en els espais virtuals d'existència han reduït el món real a representar-lo sempre en virtut del grau d'espectacle. Un nou corrent entre els fotògrafs busca una representació de la realitat fugint clarament de la dramatització espectacular i és una forma que s'endinsa profundament en els estils de vida i els mons que retrata. La proliferació d'imatges converteix aquesta realitat en anodina. Marta Sentís és una representant d'aquest estil que, més que una opció estètica, és una manera de viure. En el seu treball Diàspora Africana, no admet un guió preconcebut ni aspira a una teoria fora de la presentació icònica, les imatges revelen les realitats. Un altre autor ha destacar, Jorge Ribalta, juga amb la sorpresa de suggerir un món borrós, només una línia definida d'enfocament que tan sols revela el teixit sobre el qual s'assenta a la construcció, fotos que recorden a la història recent.
Els últims anys assistim a l'eclosió d'una nova mentalitat, perquè la fotografia digital va més enllà del procediment tecnològic en què es fonamenta. Les fotos digitals prescindeixen d'elements que havien estat fonamentals per a la fotografia analògica, principalment la noció d'empremta. Els bytes que memoritzen l'informació es poden processar amb absoluta fidelitat a l'aparença de realitat. Els artistes que utilitzen les noves tecnologies ens introduiran en la visió del futur. N'és un exemple la sèrie Ortopèdia (1992), de Juan Urrios, en la qual torna a causar la sorpresa del cubisme, però, com una paràbola de l'home i el final del mil·lenni.
D'altra banda, amb tots aquests avenços i fàcil accés a les noves tecnologies, sorgiran arxius d'imatges anònims que parlaran del món en què vivim sense pretensió de parlar de l'autor i que potser en un futur, es presentaran sota l'epígraf d'una autoria. Així doncs, un nou mil·lenni s'obre a nous estils que colpejaran fort en el món de la fotografia.